# 莱奥雅克
莱奥雅克（法語：Léojac，法語發音：[leɔʒak]）是法国奧克西塔尼大區塔恩-加龙省的一个市镇，属于蒙托邦区。

## 地理
莱奥雅克（44°0'11"N, 1°26'49"E）面积12.8 平方千米，位于法国奧克西塔尼大區塔恩-加龙省，该省份为法国西南部内陆省份，北起顺时针与洛特省、阿韦龙省、塔恩省、上加龙省、热尔省和洛特-加龙省接壤。
与莱奥雅克接壤的市镇（或旧市镇、城区）包括：热内布里耶尔、蒙托邦、圣艾蒂安德蒂尔蒙、圣诺法里。

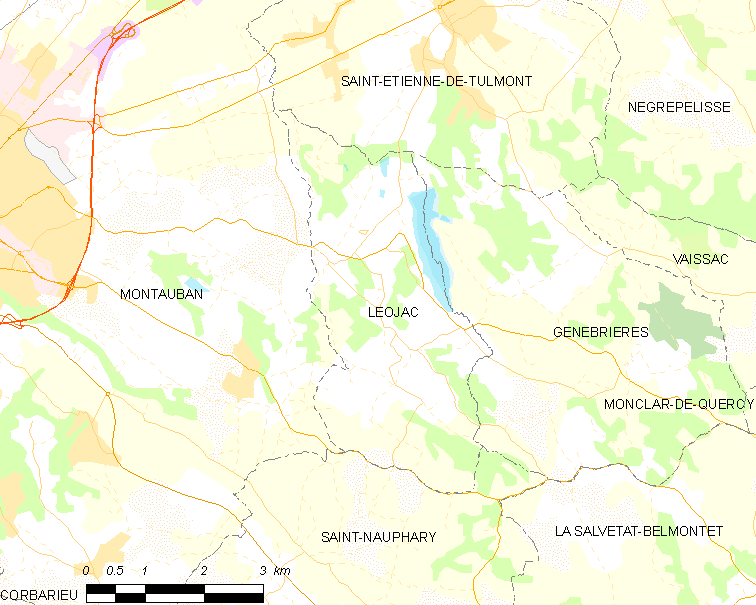
莱奥雅克的OSM定位图

莱奥雅克的时区为UTC+01:00、UTC+02:00（夏令时）。

## 行政
莱奥雅克的邮政编码为82230，INSEE市镇编码为82098。

## 政治
莱奥雅克所属的省级选区为塔恩-泰斯库-绿色凯尔西县。

## 人口

1962-2008年间莱奥雅克人口变化图示

莱奥雅克于2022年1月1日时的人口数量为1279人。